# Parapadna zonophora
Parapadna zonophora är en fjärilsart som beskrevs av Turner 1908. Parapadna zonophora ingår i släktet Parapadna och familjen nattflyn. Inga underarter finns listade i Catalogue of Life.